# Digitale bron
Een digitale bron is een verzameling gegevens, waarvan de vastlegging op digitale wijze heeft plaatsgevonden.
Om digitale bronnen te kunnen gebruiken is bijna altijd een apparaat nodig, dat de digitale gegevens vertaalt naar voor mensen begrijpelijke taal en afbeeldingen. Deze vertaling kan dan voor mensen informatie opleveren. Vaak bevatten digitale bronnen naast tekst, ook muziek of film.
De digitale bron heeft heel verschijningsvormen. Het kan een computer zijn, of een compact disc of een database ergens op het internet. Digitale gegevens worden, of digitale informatie wordt, opgeslagen in gebruiksvoorwerpen, zoals auto's of wasmachines. De reden hiervoor is, dat deze apparaten worden bestuurd en gecontroleerd door een embedded computer. Een computer kan alleen met digitale gegevens werken.
Bij een website kan met "bron" bedoeld worden: de broncode (in  HTML) van de betreffende webpagina, of binnen deze broncode als verwijzing naar de vindplaats van een bijbehorend bestand (bijvoorbeeld een afbeelding).